# Téji Savanier
Téji Savanier (ur. 22 grudnia 1991 w Montpellier) – francuski piłkarz algierskiego pochodzenia występujący na pozycji pomocnika we francuskim klubie Montpellier, którego jest kapitanem. Wychowanek Castelnau Le Crès FC, w trakcie swojej kariery grał także w takich zespołach, jak Arles oraz Nîmes. Młodzieżowy reprezentant Francji.